# Alexios Komnenos (Sohn von Andronikos I.)
Alexios Komnenos (ca. 1170 – 1199) war ein natürlicher Sohn von Andronikos I. Komnenos, dem byzantinischen Kaiser (1183–1185), aus einer Beziehung mit seiner Verwandten und Mätresse Theodora Komnene, der Witwe des Königs von Jerusalem.
Während der Herrschaft von Kaiser Manuel I. Komnenos (1143–1180) begleitete Alexios seinen Vater im Exil und besuchte unter anderem das Königreich Georgien. Der georgische König Georg III., ein Verwandter, übertrug Andronikos mehrere Burgen in Kachetien im Osten Georgiens. Andronikos kehrte 1183 nach Konstantinopel zurück und usurpierte die Kaiserwürde, wurde jedoch 1185 gestürzt und getötet. Alexios floh daraufhin nach Georgien, wo ihm die väterlichen Ländereien wiederhergestellt wurden. zeitweise galt er bei georgischen Großgrundbesitzern sogar als möglicher Gemahl von Königin Tamar von Georgien.
Der georgischen Überlieferung zufolge hinterließ Andronikos I. während seines Aufenthalts in Georgien Nachkommen, aus denen die Adelsfamilie Andronikashvili („Abkömmlinge des Andronikos“) hervorging. Da Andronikos I. zu jener Zeit keinen Sohn mit einer georgischen Frau hatte, führen moderne Historiker die Abstammung auf Alexios zurück; der genaue Ursprung des Familiennamens bleibt jedoch umstritten, da belegte Genealogien der Andronikashvili erst im 16. Jahrhundert beginnen. Michel Kuršanskis vermutete, die Familie sei möglicherweise nach einem Sohn Alexios’ benannt worden. Cyril Toumanoff hingegen nahm an, dass die Linie der „Provinzkönige“ von Alastani (ca. 1230–1348), die in mittelalterlichen georgischen Quellen erscheint und einen Andronikos (Herrschaft 1339–1348) umfasst, zu den georgischen Komnenoi/Andronikashvili gehört haben könnte. Nach seiner Rekonstruktion, der Konstantinos Varzos folgte, hatte Alexios einen Sohn, Georg „den Großen“, dem die Domäne Alastani als Unterkönigreich übertragen wurde, und der Name „Andronikashvili“ sei erst nach Andronikos von Alastani, dem Ururenkel Alexios’, entstanden.